# Aster kansuensis
Aster kansuensis là một loài thực vật có hoa trong họ Cúc. Loài này được Farrer mô tả khoa học đầu tiên năm 1916.